# Коварская, Лидия Исааковна
Ли́дия Иса́аковна Кова́рская (1908 — после 1980) — советский хозяйственный деятель, директор Косинской трикотажной фабрики.

## Биография
Родилась в 1908 году. До 1924 года училась в семилетке. В 16 лет поступила в школу фабрично-заводского ученичества им. Кутузова при профтехническом учебном комбинате треста «Мострикотаж». Окончив учёбу, в 1925 году поступила подмастерьем в трикотажный цех того же комбината. С конца 1927 года преподавала в ФЗУ специальный предмет «трикотажное машиноведение» и за 3 года педагогической деятельности выпустила свыше 100 квалифицированных трикотажников. Одновременно работала на фабрике и в 1928 году получила разряд старшего подмастерья. С 1 октября 1928 года зачислена старшим мастером-инструктором и заведует трикотажным цехом, который под её руководством за примерную работу в 1930 г. получил переходящее Красное знамя. В течение двух месяцев с начала 1931 года временно исполняла должность директора комбината (штатная численность которого тогда составляла 1500 работников).  
В 1931 году под её руководством трикотажный цех комбината треста «Мострикотаж»  выполнил программу первого полугодия на 125%, а план 3-го квартала — на 122,66%. За свой ударный труд Постановлением Президиума ЦИК СССР от 3 октября 1931 года была награждена Орденом Ленина.
С 1939 года — директор Косинской трикотажной фабрики. За беспримерный трудовой подвиг в годы Великой Отечественной коллектив был удостоен ордена Трудового Красного Знамени, а её руководитель Л. И. Коварская — ордена «Знак Почёта» (22.01.1944).
За время работы на фабрике дала советской трикотажной промышленности много рационализаторских предложений. Среди них изобретённый ею автоматический останов для предупреждения брака.
Избиралась членом бюро МК ВЛКСМ, членом ВКП(б), секретарем партийной ячейки фабрики.
В 60-х — 70-х продолжала руководить фабрикой. Снискала уважение и любовь своих подчиненных. По свидетельствам работников, она знала всех по имени и отчеству, знала, у кого сколько детей и как их зовут. За неисчерпаемый энтузиазм директор Косинки, как ласково называли это предприятие, была награждена орденом Трудового Красного Знамени (09.06.1966).
После создания в конце 1960-х Производственного трикотажного объединения «Косино» назначена гендиректором ПО и за успешный плодотворный труд в восьмой пятилетке (1966—1970) награждена орденом Октябрьской Революции. 
После выхода на пенсию занималась историей фабрики. При её активной помощи была открыта комната боевой и трудовой славы, где была экскурсоводом.

## Награды
- Орден Ленина (3 октября 1931)
- Орден «Знак Почёта» (22 января 1944)
- Орден Трудового Красного Знамени (1966)
- Орден Октябрьской Революции